# Vólnoye (Adiguesia)
Vólnoye (del ruso: Вольное) es un seló del raión de Koshejabl, en la república de Adiguesia, sur de Rusia. Está situado en la orilla izquierda del río Labá, 34 km al sureste de Koshejabl y 47 km al este de Maikop. Tenía 3 679 habitantes en 2010
Es cabeza del municipio Vólnenskoye, al que pertenecen asimismo Karmolino-Guidroitski y Shelkovnikov.

## Historia
Perteneció al raión de Natyrbovo del Óblast Autónomo Adigué entre 1925 y 1929.

## Nacionalidades
De los 3 668 habitantes con que contaba en 2002, el 81.8 % era de etnia rusa, el 6.5 % era de etnia armenia, el 3.3 % era de etnia adigué y el 1 % de etnia ucraniana.